# Cloacă

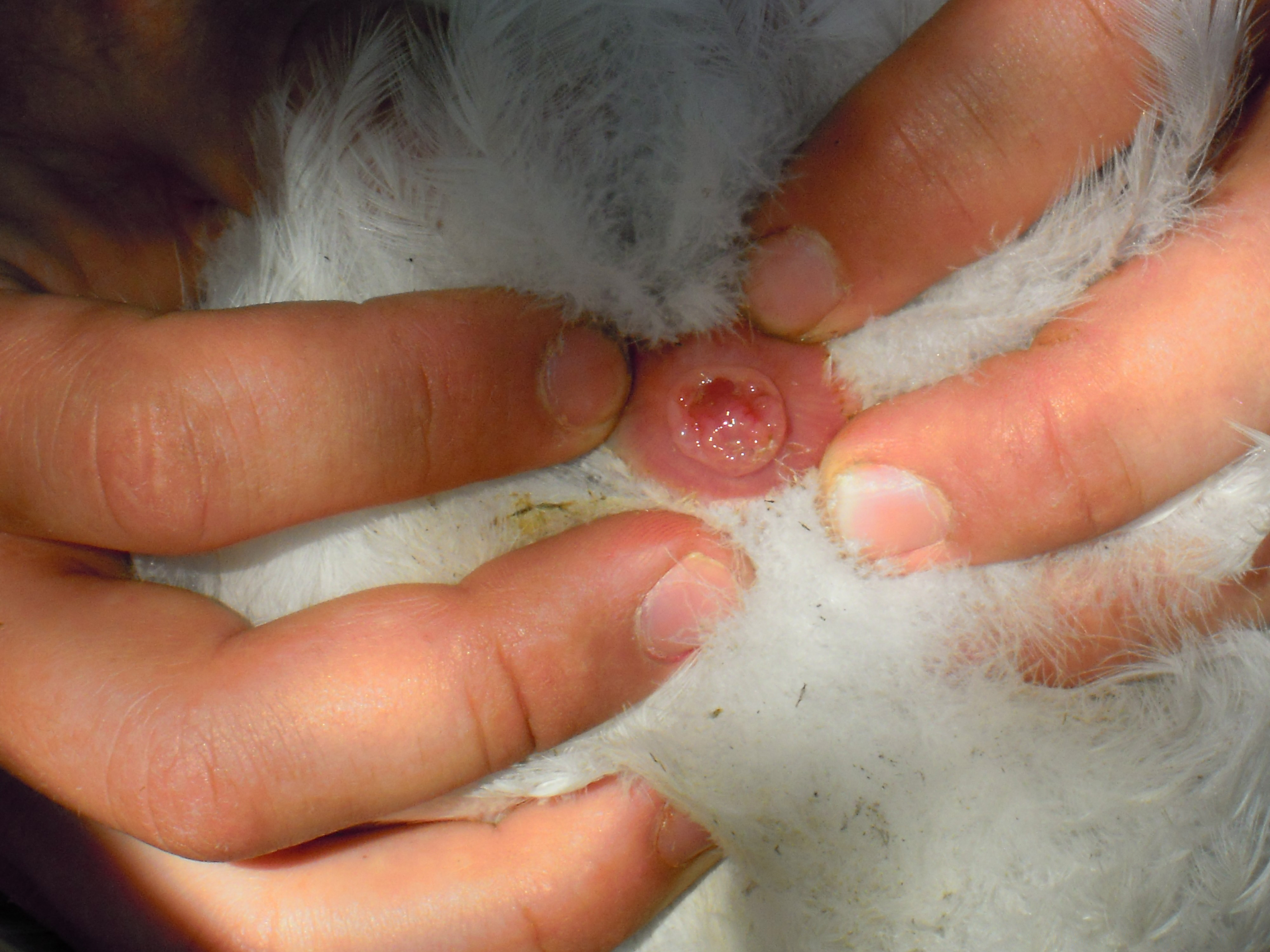
Cloacă

Cloaca este un organ, canal sau cavitate, în care se deschide tubul digestiv, canalele excretor și genitale, prezent la amfibieni, reptile, păsări și la unele mamifere. Ea primește deșeurile de la intestinul gros și de la sistemul urinar și produsele sexuale (gameții) pentru a le evacua în afara organismului. Este divizat în 3 secțiuni: coprodaeum, urodaeum, proictodaeum.